# Stuart Bithell
Stuart Bithell (Rochdale, 28 agosto 1986) è un velista britannico.

## Palmarès

### Olimpiadi
- 1 medaglia:
  - 1 argento (Londra 2012 nel 470)

### Mondiali
- 3 medaglie:
  - 1 oro (Matosinhos 2017 nel 49er)
  - 2 argenti (Rungsted 2009 nel 470; Perth 2011 nel 470)